# دگت ۶۳۶۳
سیارک ۶۳۶۳ (به انگلیسی: 6363 Doggett، نامگذاری:1981CB1) شش هزار و سیصد و شصت و سومین سیارک کشف شده‌است که در ۶ فوریه ۱۹۸۱ کشف شد.
قدر مطلق سیارک برابر ۱۳٫۴۰ است.